# Kabinett Özgürgün
Nach dem Sturz der Regierung unter Ömer Kalyoncu wurde Hüseyin Özgürgün mit der Bildung der 26. Regierung der international nicht anerkannten Türkischen Republik Nordzypern beauftragt. Bei der Parlamentswahl im Jahr 2013 hatte die UBP 18 der 50 Sitze in der Versammlung der Republik erhalten und bildete eine Große Koalition mit der Cumhuriyetçi Türk Partisi, jedoch fiel die Koalition mit dem Austritt der UBP. Die Ulusal Birlik Partisi und Demokrat Parti konnten sich daraufhin zusammen mit den vier unabhängigen Abgeordneten auf eine Koalition einigen.
Der Präsident Mustafa Akıncı bestätigte die ihm vorgelegte Liste der Minister am 16. April 2016.

## Minister
| Ministerium                                            | Minister            | Partei                |
| ------------------------------------------------------ | ------------------- | --------------------- |
| Ministerpräsident                                      | Hüseyin Özgürgün    | Ulusal Birlik Partisi |
| Stellvertretender Ministerpräsident und Finanzminister | Serdar Denktaş      | Demokrat Parti        |
| Minister für Nationale Erziehung und Kultur            | Özdemir Berova      | Demokrat Parti        |
| Minister für Arbeit und soziale Sicherheit             | Hamza Ersan Saner   | Demokrat Parti        |
| Innenminister                                          | Kutlu Evren         | Ulusal Birlik Partisi |
| Außenminister                                          | Tahsin Ertuğruloğlu | Ulusal Birlik Partisi |
| Gesundheitsminister                                    | Faiz Sucuoğlu       | Ulusal Birlik Partisi |
| Minister für Umwelt und Tourismus                      | Fikri Ataoğlu       | Ulusal Birlik Partisi |
| Wirtschafts- und Energieminister                       | Sunat Atun          | Ulusal Birlik Partisi |
| Natürliche Ressourcen und Landwirtschaftsminister      | Nazım Çavuşoğlu     | Ulusal Birlik Partisi |
| Öffentlicher Arbeits- und Transportminister            | Kemal Dürüst        | Ulusal Birlik Partisi |